# محمدعلی مسعود انصاری
دکتر محمدعلی مسعود انصاری (۱۲۹۴ تهران – ۴ دی ۱۳۵۸ لندن) دیپلمات بلندپایه دوران پهلوی بود.
نواده میرزا مسعود گرمرودی نخستین وزیر امورخارجه ایران بود. پدرش نیز که هنگام تولد او از دنیا رفت، محمدعلی نام داشت و در دوران قاجار به سفارت رسید. خاندان انصاری تقریباً همگی در زمان قاجار و پهلوی دیپلمات بودند. عمویش مشاورالممالک در دوران قاجار و پهلوی وزیر امور خارجه شد و پسرعمویش عبدالحسین مسعود انصاری در دوران پهلوی به سفارت ایران در شوروی و افغانستان رسید.
محمدعلی مسعود انصاری در دبستان ثروت و دبیرستان ایرانشهر تهران درس خواند. سپس به فرانسه رفت و از دانشکده حقوق دکترای حقوق بین‌الملل گرفت. در سال ۱۳۱۹ به استخدام وزارت امور خارجه درآمد و در مراتب این وزات‌خانه پیش رفت تا در بهمن ۱۳۲۴ رئیس دایره روادید شد.
مشاغل بعدی مسعود انصاری دبیر دومی سفارت ایران در مسکو، دبیر اولی سفارت ایران در لندن، ریاست اداره مطبوعات و تبلیغات وزارت امور خارجه، کنسول در کربلا، سرکنسول در بغداد و رایزنی سفارت ایران در استکهلم بود. مدتی هم رایزن هیئت نمایندگی ایران در سازمان ملل متحد و عضو علی‌البدل هیئت نمایندگی ایران در شورای امنیت شد. ریاست اداره سازمان‌های بین‌المللی و ریاست اداره سوم سیاسی نیز از مشاغل دیگر او بود.
انصاری شوهر دختر خاله فرح دیبا بود و پس از ازدواج او با شاه در سال ۱۳۳۸ وزیر مختار ایران در یوگسلاوی شد. سپس به معاونت پارلمانی وزارت امور خارجه رسید. در بهمن ۱۳۴۲ که لایحه کاپیتولاسیون به مجلس سنا داده شد، وظیفه دفاع از این لایحه در مجلس سنا بر عهده او گذاشته شد. اما او برای اینکه خود را بدنام نکند، استعفا داد و احمد میرفندرسکی جانشینش شد.
مشاغل بعدی انصاری، سفارت در ایتالیا و بلژیک و نمایندگی ایران در دفتر سازمان ملل در ژنو بود. او در سال ۱۳۵۰ ریاست کمیته نظارت بر حسن اجرای جشن‌های ۲۵۰۰ ساله را عهده‌دار شد و شایعاتی از سوء استفاده و حیف و میل بودجه سفارت‌های محل خدمتش مطرح بود. انصاری در اسناد ساواک فردی قمارباز و کینه‌توز معرفی شده است.
محمدعلی مسعود انصاری پس از انقلاب به لندن مهاجرت کرد و همان‌جا درگذشت. پسرش احمدعلی مسعود انصاری رئیس دفتر شاهزاده رضا پهلوی شد اما بعداً با او اختلاف پیدا کرد و کتابی علیهش به چاپ رساند.